# Athlétisme aux Jeux asiatiques de 1978
Navigation
Édition précédente Édition suivante
Les épreuves d'athlétisme aux Jeux asiatiques de 1978 se sont déroulées à Bangkok, en Thaïlande.

## Résultats

### Hommes
| Épreuve | Or                                                                               | Or              | Argent                         | Argent          | Bronze                       | Bronze          |
| --- | -------------------------------------------------------------------------------- | --------------- | ------------------------------ | --------------- | ---------------------------- | --------------- |
| 100 m | Suchart Chairsuvaparb Thaïlande                                                  | 10 s 44         | Ramaswamy Gnanasekharan Inde   | 10 s 60         | Suh Mei-Guh Corée du Sud     | 10 s 66         |
| 200 m | Ramaswamy Gnanasekharan Inde                                                     | 21 s 42         | Yasuhiro Harada Japon          | 21 s 54         | Anat Ratanapol Thaïlande     | 21 s 59         |
| 400 m | Abbas Laibi Irak                                                                 | 46 s 71         | Uday Krishna Prabhu Inde       | 46 s 79         | Gopinathan Murli Kuttan Inde | 47 s 18         |
| 800 m | Sriram Singh Inde                                                                | 1 min 48 s 8a   | Faleh Naji Jarallah Irak       | 1 min 49 s 7a   | Takashi Ishii Japon          | 1 min 49 s 9a   |
| 1 500 m | Takashi Ishii Japon                                                              | 3 min 47 s 5a   | Muhammad Younis Pakistan       | 3 min 48 s 0a   | Rattan Singh Inde            | 3 min 48 s 1a   |
| 5 000 m | Hari Chand Inde                                                                  | 14 min 22 s 0a  | Takao Nakamura Japon           | 14 min 27 s 2a  | Cui Yulin Chine              | 14 min 28 s 1a  |
| 10 000 m | Hari Chand Inde                                                                  | 30 min 07 s 7a  | Robert Birmanie                | 30 min 16 s 9a  | Ko Ko Birmanie               | 30 min 18 s 4a  |
| Marathon | Mineteru Sakamoto Japon                                                          | 2 h 15 min 30 s | Chang Sop-Choe Corée du Nord   | 2 h 15 min 58 s | Go Chun-Son Corée du Nord    | 2 h 16 min 11 s |
| 3000 m steeple | Masanari Shintaku Japon                                                          | 8 min 40 s 7a   | Gopal Saini Inde               | 8 min 44 s 8a   | Hitoshi Iwabuchi Japon       | 8 min 46 s 2a   |
| 110 m haies | Wang Xunhua Chine                                                                | 14 s 28         | Yoshifumi Fujimori Japon       | 14 s 33         | Satbir Singh Inde            | 14 s 43         |
| 400 m haies | Hussein Kadhum Irak                                                              | 50 s 81         | Takashi Nagao Japon            | 50 s 98         | Talib Faisal Al-Saffar Irak  | 51 s 24         |
| Saut en hauteur | Takao Sakamoto Japon                                                             | 2,20 m          | Kazunori Koshikawa Japon       | 2,18 m          | Zui Hongchun Chine           | 2,18 m          |
| Saut à la perche | Tomomi Takahashi Japon                                                           | 5,10 m          | Chen Kuanghui Chine            | 5,05 m          | Yosuhiro Kigawa Japon        | 5,00 m          |
| Saut en longueur | Suresh Babu Inde                                                                 | 7,85 m          | Junichi Usui Japon             | 7,76 m          | Toshihisa Yoshimoto Japon    | 7,75 m          |
| Triple saut | Masami Nakanishi Japon                                                           | 16,56 m         | Zhou Zhenxian Chine            | 16,47 m         | Zhou Xianguo Chine           | 16,29m          |
| Lancer du poids | Bahadur Singh Chouhan Inde                                                       | 17,61 m         | Zhao Baoqin Chine              | 17,44 m         | Mohammed Al-Zinkawi Koweït   | 17,40 m         |
| Lancer du disque | Li Weinan Chine                                                                  | 56,26 m         | Li Zheng Chine                 | 55,26 m         | Kiyotaka Kawasaki Japon      | 53,32 m         |
| Lancer du marteau | Shigenobu Murofushi Japon                                                        | 68,26 m         | Youji Kitano Japon             | 63,96 m         | Ji Shaoming Chine            | 63,34 m         |
| Lancer du javelot | Shen Maomao Chine                                                                | 79,24 m         | Toshihiko Takeda Japon         | 71,60 m         | Ting Penlin Chine            | 70,70 m         |
| Décathlon | Hisashi Iwai Japon                                                               | 7003 pts        | Prapant Srisathorn Thaïlande   | 6833 pts        | Chin Zuewei Chine            | 6743 pts        |
| 20 km marche | Hakam Singh Inde                                                                 | 1 h 31 min 55 s | Vellasamy Subramaniam Malaisie | 1 h 31 min 59 s | Khoo Chong Beng Malaisie     | 1 h 33 min 57 s |
| 4 × 100 m | Thaïlande Anat Ratanapol Kanoksak Chaisanont Suchart Jairsuraparp Somsak Boontud | 40 s 32         | Japon                          | 40 s 33         | Chine                        | 40 s 54         |
| 4 × 400 m | Japon Eiji Natori Yasuhiro Harada Junichi Usui Takashi Nagao                     | 3 min 8 s 3a    | Inde                           | 3 min 8 s 4a    | Irak                         | 3 min 9 s 4a    |
| Records et Performances - AR : Record continental (area record) - CR : Record des championnats (championship record) - MR : Record du meeting (meet record) - NR : Record national (national record) - OR : Record olympique (olympic record) - PR : Record paralympique (paralympic record) - PB : Record personnel (personal best) - SB : Meilleure performance personnelle de la saison (season's best) - WL : Meilleure performance mondiale de l'année (world leader) - WJR : Record du monde junior (world junior record) - WR : Record du monde (world record) Circonstances et Conditions - DNF : N'a pas terminé (did not finish) - DNS : N'a pas pris le départ (did not start) - DQ : Disqualification (disqualification) - NM : Aucun essai valable enregistré (No Mark) - Q : Qualifié « directement » au prochain tour (ou à la prochaine compétition), lors d'une compétition majeure, grâce au classement ou à la réalisation des minima (automatic qualifier) - q : Qualifié au prochain tour (ou à la prochaine compétition), lors d'une compétition majeure, grâce au repêchage ou à la réalisation de l'une des meilleures performances parmi celles des « non qualifiés directement » (grâce au meilleur temps ou à la meilleure distance par exemple) (secondary qualifier) |                                                                                  |                 |                                |                 |                              |                 |

### Femmes
| Épreuve | Or                          | Or            | Argent                      | Argent        | Bronze                      | Bronze           |
| --- | --------------------------- | ------------- | --------------------------- | ------------- | --------------------------- | ---------------- |
| 100 m | Ying Yaping Chine           | 12 s 20       | Yukiko Osako Japon          | 12 s 21       | Usanee Laopinkarn Thaïlande | 12 s 22          |
| 200 m | Usanee Laopinkarn Thaïlande | 24 s 81       | Lee Eun-Ja Corée du Sud     | 24 s 99       | Junko Kushibuchi Japon      | 25 s 05          |
| 400 m | Saik Oik Cum Malaisie       | 55 s 09       | Keiko Nagasawa Japon        | 55 s 74       | Kao Yenching Chine          | 56 s 23          |
| 800 m | Geeta Zutshi Inde           | 2 min 07 s 7a | Jung Dong-Sun Corée du Nord | 2 min 07 s 9a | Chang Yong-Ae Corée du Nord | 2 min 08 s 3a    |
| 1 500 m | Kim Ok-Sun Corée du Nord    | 4 min 18 s 9a | Geeta Zutshi Inde           | 4 min 28 s 2a | Choi Yung-Ran Corée du Nord | 4 min 32 s 7a    |
| 3 000 m | Kim Ok-Sun Corée du Nord    | 9 min 24 s 7a | Lu Hongxiang Chine          | 9 min 35 s 4a | Yang Yenying Chine          | 9 min 36 s 5a    |
| 100 m haies | Dai Jianhua Chine           | 13 s 95       | Tamie Motegi Japon          | 14 s 23       | Xie Lixen Chine             | 14 s 55          |
| 400 m haies | Zhan Xin Chine              | 61 s 32       | Li Sulan Chine              | 61 s 89       | Masae Kiguchi Japon         | 62 s 09          |
| Saut en hauteur | Zheng Dazhen Chine          | 1,88 m        | Tamami Yagi Japon           | 1,82 m        | Yang Wenqin Chine           | 1,80 m           |
| Saut en longueur | Zou Wa Chine                | 6,28 m        | Angel Mary Joseph Inde      | 6,05 m        | Sumie Awara Japon           | 6,05 m           |
| Lancer du poids | Shen Lijuan Chine           | 17,70 m       | Lu Cheng Chine              | 16,72 m       | Kayoko Hayashi Japon        | 15,59 m          |
| Lancer du disque | Li Xiaohui Chine            | 55,92 m       | Wang Tan Chine              | 51,22 m       | Matsuko Takahashi Japon     | 47,22 m          |
| Lancer du javelot | Yao Juiying Chine           | 57,22 m       | Naomi Shibusawa Japon       | 54,98 m       | Li Xia Chine                | 54,08 m          |
| Pentathlon | Ye Peisu Chine              | 4133 pts      | Angel Mary Joseph Inde      | 3837 pts      | Guo Yu Chine                | 3829 pts         |
| 4 × 100 m | Thaïlande                   | 46 s 2        | Japon                       | 46 s 78       | Philippines                 | 47 s 72          |
| 4 × 400 m | Japon                       | 3 min 46 s 29 | Chine                       | 3 min 46 s 87 | Corée du Nord               | 3 min 48 s 78 NR |
| Records et Performances - AR : Record continental (area record) - CR : Record des championnats (championship record) - MR : Record du meeting (meet record) - NR : Record national (national record) - OR : Record olympique (olympic record) - PR : Record paralympique (paralympic record) - PB : Record personnel (personal best) - SB : Meilleure performance personnelle de la saison (season's best) - WL : Meilleure performance mondiale de l'année (world leader) - WJR : Record du monde junior (world junior record) - WR : Record du monde (world record) Circonstances et Conditions - DNF : N'a pas terminé (did not finish) - DNS : N'a pas pris le départ (did not start) - DQ : Disqualification (disqualification) - NM : Aucun essai valable enregistré (No Mark) - Q : Qualifié « directement » au prochain tour (ou à la prochaine compétition), lors d'une compétition majeure, grâce au classement ou à la réalisation des minima (automatic qualifier) - q : Qualifié au prochain tour (ou à la prochaine compétition), lors d'une compétition majeure, grâce au repêchage ou à la réalisation de l'une des meilleures performances parmi celles des « non qualifiés directement » (grâce au meilleur temps ou à la meilleure distance par exemple) (secondary qualifier) |                             |               |                             |               |                             |                  |

## Tableau des médailles
| Rang | Nation        | Or | Argent | Bronze | Total |
| ---- | ------------- | -- | ------ | ------ | ----- |
| 1    | Chine         | 12 | 9      | 13     | 34    |
| 2    | Japon         | 10 | 15     | 10     | 35    |
| 3    | Inde          | 8  | 7      | 3      | 18    |
| 4    | Thaïlande     | 4  | 1      | 2      | 7     |
| 5    | Corée du Nord | 2  | 2      | 4      | 8     |
| 6    | Irak          | 2  | 1      | 2      | 5     |
| 7    | Malaisie      | 1  | 1      | 1      | 3     |
| 8    | Birmanie      | 0  | 1      | 1      | 2     |
| 8    | Corée du Sud  | 0  | 1      | 1      | 2     |
| 10   | Pakistan      | 0  | 1      | 0      | 1     |
| 11   | Philippines   | 0  | 0      | 1      | 1     |
| 11   | Koweït        | 0  | 0      | 1      | 1     |